# Audacity
Audacity – wieloplatformowy edytor audio o otwartym kodzie źródłowym. Rozpowszechniany jest na licencji GPL.

## Funkcje
Audacity posiada rozbudowane menu efektów – dostępne są m.in. kompresor, echo, pogłos, korektor graficzny, odszumiacz, wyciszanie oraz filtry (dolno- i górnoprzepustowy, usuwanie wokalu i inne). Dysponuje także generatorem tonu, przy użyciu którego można całkowicie zmienić melodię, wstawiając szum, ciszę czy różne rodzaje tonów.
Program ten posiada również wbudowaną obsługę wtyczek. Obsługuje wtyczki LADSPA, Nyquist, LV2 i VST.

## Obsługiwane formaty
Audacity obsługuje formaty WAV, AIFF, FLAC, Ogg Vorbis, MP3, a także formaty obsługiwane przez bibliotekę libsndfile (np. AU) oraz MIDI. Potrafi zapisywać wszystkie powyższe (dawniej z wyjątkiem MP3, do zapisu którego konieczna jest dodatkowa (niezałączona pierwotnie) biblioteka LAME).
Audacity może skorzystać z zewnętrznych programów FFmpeg lub libav, aby obsługiwać i zapisywać formaty przez nie obsługiwane, jak również importować ścieżki dźwiękowe (np. AC3, AAC czy WMA) z plików wideo.